# NHK高知放送局
NHK高知放送局（エヌエイチケイこうちほうそうきょく）は、高知県を放送対象地域とする日本放送協会（NHK）の地域放送局。テレビとラジオで県域放送を行っている。

## 所在地
〒780-8512 高知市本町3丁目3-12

## 支局
- NHK高知くろしお支局（四万十市）

## 沿革
- 1932年（昭和7年）3月 - 社団法人日本放送協会高知放送局開局。四国で最初の放送局として高知市相模町にてラジオ放送を開始。
- 1946年（昭和21年）1月 - 中村ラジオ中継局開局。
- 1948年（昭和23年）12月 - ラジオ第2放送開始。
- 1950年（昭和25年）6月 - 放送法施行に伴い社団法人日本放送協会が解散。特殊法人としての日本放送協会が設立され一切の権利義務を継承。
- 1958年（昭和33年）
  - 6月 - 新木ラジオ放送局開局。
  - 11月28日 - テレビ放送開始（現在の総合テレビ）。
  - 12月8日 - 高知放送局のテレビ開局記念として、全国放送のテレビ番組『歌の広場』が、NHK高知から放送。ここで、歌手のペギー葉山が「南国土佐を後にして」（作詞・曲:武政英策）を歌い大反響を呼び、後にシングルEP化され大ヒット。彼女の代表曲の1つとなる[注 1][2]。
- 1960年（昭和35年）12月 - テレビローカル放送開始。
- 1961年（昭和36年）8月 - 教育テレビ放送開始。
- 1963年（昭和38年）8月 - 昭和38年台風第9号に伴う四万十川の決壊により、中村放送局が水没[3][4]。
- 1964年（昭和39年）
  - 2月 - 現局舎に移転。
  - 4月1日 - ラジオFM放送の実用化試験（モノラル）放送を開始[5]。
  - 4月6日 - ラジオFM放送のステレオ放送実験を開始（当初ステレオ放送は、東京から送られて来たパッケージテープを送って放送していたが、その後、大阪局発の放送波中継に変更された。）[5]。
  - 10月1日 - 総合テレビカラー放送開始[6]。
- 1966年（昭和41年）3月20日 - 教育テレビのカラー放送を開始[7]。
- 1969年（昭和44年）3月 - FM本放送開始。
- 1971年（昭和46年）10月初めまで - 高知放送局のローカルニュースがカラー化。これに伴い、カラーフィルムによる報道取材を開始[8]。
- 1972年（昭和47年）頃 - 高知放送局のローカル番組が全面カラー化。これに伴い、高知ローカルを含め、総合テレビが全面カラー化（全国放送は前年10月10日に全面カラー化）。
- 1973年（昭和48年）4月 - ローカル30分番組「チャンネル四国」スタート。
- 1976年（昭和51年）4月 - 夕方の情報番組「640こうち」（現・「こうちいちばん」の前身）スタート。
- 1977年（昭和52年） - FM放送、ローカル放送でのステレオ化工事が完了、高知放送局ローカルのステレオ放送を開始[9]。
- 1978年（昭和53年）11月23日 - 国際電気通信連合による中波ラジオ放送全世界一斉周波数変更の取り決めに従い、ラジオ第1・第2放送の周波数が10kHz間隔から9kHz間隔に一斉変更。
  - これに伴い高知本局は、ラジオ第2が1152kHzに変更。但し、ラジオ第1の990kHzは9で割り切れる周波数の為、変更なし。
- 1982年（昭和57年）3月 - 開局50周年。
- 1983年（昭和58年）2月26日 - FMステレオ放送用のPCMデジタル音声回線が導入。これに伴い、ローカル以外でのステレオ放送に於ける、大阪発から行われていた放送波中継を廃止[10]。
- 1985年（昭和60年）9月 - 緊急警報放送開始。
- 1986年（昭和61年）8月8日 - 総合テレビの音声多重放送開始[11]。
- 1990年（平成2年）12月24日 - 教育テレビの音声多重放送開始[12]。
- 2006年（平成18年）
  - 6月1日 - 柏尾山送信所から地上デジタル放送試験電波の送信を開始（地上デジタル放送用に送信所を新設）。
  - 8月4日 - 柏尾山送信所から地上デジタル放送試験放送を開始（アナログ放送と同一内容を放送。本放送開始まで局名、コールサイン、試験放送中のテロップがテレビ画面に表示）。
  - 10月1日 - 柏尾山送信所から地上デジタル放送本放送を開始。また、県内の民放3局と初めて共同制作した「高知地上デジタル放送キックオフ宣言!」という番組を13:00から13:30まで4局同時に放送。
- 2011年（平成23年）7月24日 - この日の正午をもってアナログ放送終了。翌日午前0時完全停波。
- 2023年（令和5年）
  - 3月22日 - NHK高知放送局の柏尾山送信所からNHK高知ラジオ第1放送FM補完中継局の本放送を開始[13]。
  - 4月1日 - 令和改革により、部制（放送部・営業推進部等）からセンター制に見直され、コンテンツセンター、経営管理企画センターへ再編された。
  - 5月22日 - NHKプラスで地域向けのテレビ番組の見逃し配信が開始[14]。

## 送信所

### 総合デジタルテレビジョン
基幹局
- 高知　柏尾山送信所　物理チャンネル15ch　JORK-DTV　出力1kW　本放送開始日2006年10月1日　デジタル新局

中継局
- 虚空蔵　物理チャンネル24ch　出力30W　本放送開始日2007年5月1日　デジタル新局
- 土佐町　物理チャンネル24ch　出力3W　本放送開始日2007年7月12日
- 窪川　物理チャンネル34ch　出力1W　本放送開始日2007年7月12日
- 中村　物理チャンネル28ch　出力100W　本放送開始日2007年9月1日
- 宿毛平田　物理チャンネル37ch　出力1W　本放送開始日2007年10月1日
- 宿毛　物理チャンネル15ch　出力10W　本放送開始日2007年12月25日
- 安芸　物理チャンネル34ch　出力10W　本放送開始日2007年12月25日
- 佐川　物理チャンネル28ch　出力3W　本放送開始日2008年1月7日
- 須崎　物理チャンネル34ch　出力10W　本放送開始日2008年2月1日
- 中土佐　物理チャンネル28ch　出力0.3W　本放送開始日2008年3月1日
- 本山　物理チャンネル28ch　出力1W　本放送開始日2008年4月28日
- 大豊　物理チャンネル45ch　出力1W　本放送開始日2008年5月26日
- 豊永　物理チャンネル28ch　出力1W　本放送開始日2008年5月26日
- 吾川　物理チャンネル28ch　出力1W　本放送開始日2008年8月15日
- 土佐清水　物理チャンネル34ch　出力3W　本放送開始日2008年9月1日
- 室戸　物理チャンネル28ch　出力3W　本放送開始日2008年10月15日
- 室戸岬　物理チャンネル28ch　出力3W　本放送開始日2008年10月15日
- 梼原　物理チャンネル28ch　出力1W　本放送開始日2008年11月15日
- 中村佐岡　物理チャンネル34ch　出力1W　本放送開始日2008年12月15日
- 大正　物理チャンネル24ch　出力3W　本放送開始日2008年12月22日
- 馬路　物理チャンネル28ch　出力0.3W　本放送開始日2009年1月14日
- 北川　物理チャンネル28ch　出力0.3W　本放送開始日2009年1月14日
- 窪川琴平　物理チャンネル24ch　出力0.1W　本放送開始日2009年2月15日
- 物部　物理チャンネル24ch　出力1W　本放送開始日2009年2月20日
- 窪川興津　物理チャンネル50ch　出力0.1W　本放送開始日2009年3月27日
- 大野見　物理チャンネル28ch　出力0.3W　本放送開始日2009年5月15日
- 矢井賀　物理チャンネル34ch　出力0.1W　本放送開始日2009年5月15日
- 土左葉山　物理チャンネル28ch　出力0.3W　本放送開始日2009年6月10日
- 東津野　物理チャンネル34ch　出力1W　本放送開始日2009年6月10日
- 池川　物理チャンネル34ch　出力0.3W　本放送開始日2009年7月31日
- 仁淀　物理チャンネル24ch　出力1W　本放送開始日2009年7月31日
- 佐喜浜　物理チャンネル42ch　出力1W　本放送開始日2009年8月1日
- 小筑紫　物理チャンネル34ch　出力1W　本放送開始日2009年11月20日
- 大月弘見　物理チャンネル28ch　出力1W　本放送開始日2009年11月20日
- 土佐大月　物理チャンネル28ch　出力1W　本放送開始日2009年12月20日
- 下川口　物理チャンネル28ch　出力0.05W　本放送開始日2009年12月20日
- 南国八京　物理チャンネル28ch　出力0.01W　本放送開始日2009年12月25日
- 伊野鹿敷　物理チャンネル34ch　出力0.01W　本放送開始日2009年12月25日
- 東洋名留川　物理チャンネル28ch　出力0.01W　本放送開始日2010年1月31日
- 東洋甲浦　物理チャンネル36ch　出力0.05W　本放送開始日2010年1月31日
- 安田　物理チャンネル28ch　出力0.05W　本放送開始日2010年2月25日
- 室戸領家　物理チャンネル24ch　出力0.3W　本放送開始日2010年3月1日
- 沖ノ島母島　物理チャンネル28ch　出力0.01W　本放送開始日2010年3月25日
- 沖ノ島弘瀬　物理チャンネル28ch　出力0.01W　本放送開始日2010年3月25日
- 南国亀岩　物理チャンネル28ch　出力0.01W　本放送開始日2010年6月1日
- 十和　物理チャンネル34ch　出力1W　本放送開始日2012年2月28日

### 教育デジタルテレビジョン
基幹局
- 高知　柏尾山送信所　物理チャンネル13ch　JORB-DTV　出力1kW　本放送開始日2006年10月1日　デジタル新局

中継局
- 虚空蔵　物理チャンネル23ch　出力30W　本放送開始日2007年5月1日　デジタル新局
- 土佐町　物理チャンネル23ch　出力3W　本放送開始日2007年7月12日
- 窪川　物理チャンネル33ch　出力1W　本放送開始日2007年7月12日
- 中村　物理チャンネル29ch　出力100W　本放送開始日2007年9月1日
- 宿毛平田　物理チャンネル36ch　出力1W　本放送開始日2007年10月1日
- 宿毛　物理チャンネル23ch　出力10W　本放送開始日2007年12月25日
- 安芸　物理チャンネル33ch　出力10W　本放送開始日2007年12月25日
- 佐川　物理チャンネル29ch　出力3W　本放送開始日2008年1月7日
- 須崎　物理チャンネル33ch　出力10W　本放送開始日2008年2月1日
- 中土佐　物理チャンネル29ch　出力0.3W　本放送開始日2008年3月1日
- 本山　物理チャンネル29ch　出力1W　本放送開始日2008年4月28日
- 大豊　物理チャンネル47ch　出力1W　本放送開始日2008年5月26日
- 豊永　物理チャンネル29ch　出力1W　本放送開始日2008年5月26日
- 吾川　物理チャンネル29ch　出力1W　本放送開始日2008年8月15日
- 土佐清水　物理チャンネル36ch　出力3W　本放送開始日2008年9月1日
- 室戸　物理チャンネル29ch　出力3W　本放送開始日2008年10月15日
- 室戸岬　物理チャンネル13ch　出力3W　本放送開始日2008年10月15日
- 梼原　物理チャンネル29ch　出力1W　本放送開始日2008年11月15日
- 中村佐岡　物理チャンネル36ch　出力1W　本放送開始日2008年12月15日
- 大正　物理チャンネル23ch　出力3W　本放送開始日2008年12月22日
- 馬路　物理チャンネル29ch　出力0.3W　本放送開始日2009年1月14日
- 北川　物理チャンネル29ch　出力0.3W　本放送開始日2009年1月14日
- 窪川琴平　物理チャンネル23ch　出力0.1W　本放送開始日2009年2月15日
- 物部　物理チャンネル23ch　出力1W　本放送開始日2009年2月20日
- 窪川興津　物理チャンネル49ch　出力0.1W　本放送開始日2009年3月27日
- 大野見　物理チャンネル29ch　出力0.3W　本放送開始日2009年5月15日
- 矢井賀　物理チャンネル33ch　出力0.1W　本放送開始日2009年5月15日
- 土左葉山　物理チャンネル29ch　出力0.3W　本放送開始日2009年6月10日
- 東津野　物理チャンネル33ch　出力1W　本放送開始日2009年6月10日
- 池川　物理チャンネル35ch　出力0.3W　本放送開始日2009年7月31日
- 仁淀　物理チャンネル23ch　出力1W　本放送開始日2009年7月31日
- 佐喜浜　物理チャンネル23ch　出力1W　本放送開始日2009年8月1日
- 小筑紫　物理チャンネル33ch　出力1W　本放送開始日2009年11月20日
- 大月弘見　物理チャンネル29ch　出力1W　本放送開始日2009年11月20日
- 土佐大月　物理チャンネル33ch　出力1W　本放送開始日2009年12月20日
- 下川口　物理チャンネル29ch　出力0.05W　本放送開始日2009年12月20日
- 南国八京　物理チャンネル29ch　出力0.01W　本放送開始日2009年12月25日
- 伊野鹿敷　物理チャンネル36ch　出力0.01W　本放送開始日2009年12月25日
- 東洋名留川　物理チャンネル29ch　出力0.01W　本放送開始日2010年1月31日
- 東洋甲浦　物理チャンネル38ch　出力0.05W　本放送開始日2010年1月31日
- 安田　物理チャンネル29ch　出力0.05W　本放送開始日2010年2月25日
- 室戸領家　物理チャンネル23ch　出力0.3W　本放送開始日2010年3月1日
- 沖ノ島母島　物理チャンネル29ch　出力0.01W　本放送開始日2010年3月25日
- 沖ノ島弘瀬　物理チャンネル29ch　出力0.01W　本放送開始日2010年3月25日
- 南国亀岩　物理チャンネル29ch　出力0.01W　本放送開始日2010年6月1日
- 十和　物理チャンネル36ch　出力1W　本放送開始日2012年2月28日

### 総合アナログテレビジョン
（2011年7月24日運用終了）
基幹局
- 高知　五台山送信所　4ch　JORK-TV　映像出力1kW　音声出力0.25kW

中継局
- 高知神田（こうちこうだ）　56ch　映像出力30W　音声出力7.5W
- 高知一宮（こうちいっく）　52ch　映像出力0.1W　音声出力0.025W
- 高知御畳瀬（こうちみませ）　54ch　映像出力0.1W　音声出力0.025W
- 高知横浜　61ch　映像出力0.1W　音声出力0.025W
- 高知十津　53ch　映像出力0.1W　音声出力0.025W
- 高知西山　42ch　映像出力0.1W　音声出力0.025W
- 高知仁井田　42ch　映像出力0.1W　音声出力0.025W
- 高知河ノ瀬（こうちごうのせ）48ch（垂直偏波）映像出力0.1W　音声出力0.025W
- 土佐市　48ch　映像出力10W　音声出力2.5W
- 土佐市戸波（とさしへわ）31ch　映像出力3W　音声出力0.75W
- 南国亀岩　52ch　映像出力0.1W　音声出力0.025W
- 南国白木谷　44ch　映像出力0.1W　音声出力0.025W
- 南国八京　60ch　映像出力0.1W　音声出力0.025W
- 伊野　55ch　映像出力3W　音声出力0.75W
- 伊野是友　47ch　映像出力0.1W　音声出力0.025W
- 伊野鹿敷　45ch　映像出力0.1W　音声出力0.025W
- 吾北思地　1ch　映像出力3W　音声出力0.75W
- 吾北高岩　2ch（垂直偏波）映像出力3W　音声出力0.75W
- 物部　54ch　映像出力10W　音声出力2.5W
- 山田神母ノ木（やまだいげのき）58ch　映像出力0.1W　音声出力0.025W
- 山田杉田（やまだすいた）45ch　映像出力0.1W　音声出力0.025W
- 土佐町　5ch　映像出力10W　音声出力2.5W
- 土佐町田井　48ch　映像出力1W　音声出力0.25W
- 本山　 4ch（垂直偏波）映像出力1W　音声出力0.25W
- 大豊　41ch　映像出力10W　音声出力2.5W
- 大豊豊永　4ch　映像出力3W　音声出力0.75W
- 大豊西峰　55ch　映像出力3W　音声出力0.75W
- 大豊大田口　40ch　映像出力3W　音声出力0.75W
- 大豊岩原　49ch　映像出力3W　音声出力0.75W
- 安芸　1ch（垂直偏波）映像出力10W　音声出力2.5W
- 馬路　2ch　映像出力1W　音声出力0.25W
- 北川　10ch　映像出力1W　音声出力0.25W
- 安田　53ch　映像出力0.1W　音声出力0.025W
- 安田井の岡　44ch　映像出力0.1W　音声出力0.025W
- 田野　48ch（垂直偏波）映像出力0.1W　音声出力0.025W
- 芸西瓜生谷（げいせいうりうだに）52ch　映像出力0.1W　音声出力0.025W
- 室戸　5ch（垂直偏波）映像出力30W　音声出力7.5W
- 室戸岬　47ch　映像出力30W　音声出力7.5W
- 室戸佐喜浜　38ch　映像出力10W　音声出力2.5W
- 室戸領家　 56ch　映像出力3W　音声出力0.75W
- 東洋野根　53ch　映像出力10W　音声出力2.5W
- 東洋甲浦　60ch　映像出力10W　音声出力2.5W
- 東洋名留川　36ch　映像出力0.1W　音声出力0.025W
- 須崎　2ch　映像出力20W　音声出力5W
- 須崎久通（すさきくつう）59ch　映像出力0.1W　音声出力0.025W
- 須崎小浜　51ch　映像出力0.1W　音声出力0.025W
- 須崎岡場　56ch　映像出力0.1W　音声出力0.025W
- 須崎西糺（すさきにしただす）43ch　映像出力0.1W　音声出力0.025W
- 梼原　2ch　映像出力3W　音声出力0.75W
- 東津野　1ch　映像出力3W　音声出力0.75W
- 葉山　43ch　映像出力3W　音声出力0.75W
- 葉山杉ノ川　53ch　映像出力0.1W　音声出力0.025W
- 中土佐　1ch（垂直偏波）映像出力3W　音声出力0.75W
- 中土佐大野見　10ch　映像出力1W　音声出力0.25W
- 中土佐矢井賀　55ch　映像出力1W　音声出力0.25W
- 中土佐上ノ加江　1ch　映像出力0.1W　音声出力0.025W
- 佐川　9ch 映像出力10W　音声出力2.5W
- 佐川松崎　56ch　映像出力0.1W　音声出力0.025W
- 吾川　2ch　映像出力3W　音声出力0.75W
- 仁淀　1ch　映像出力1W　音声出力0.25W
- 池川　41ch　映像出力3W　音声出力0.75W
- 越知野老山（おちところやま）55ch　映像出力3W　音声出力0.75W
- 窪川　2ch　映像出力3W　音声出力0.75W
- 窪川琴平　50ch　映像出力1W　音声出力0.25W
- 窪川興津　56ch　映像出力1W　音声出力0.25W
- 窪川志和　54ch（垂直偏波）映像出力0.1W　音声出力0.025W
- 大正　5ch　映像出力10W　音声出力2.5W
- 大正大奈路　47ch　映像出力0.1W　音声出力0.025W
- 大正中津川　47ch　映像出力0.1W　音声出力0.025W
- 十和　4ch　映像出力3W　音声出力0.75W
- 中村　1ch　映像出力250W　音声出力62.5W
- 中村佐岡　56ch　映像出力10W　音声出力2.5W
- 中村古津賀　48ch　映像出力0.1W　音声出力0.025W
- 西土佐　5ch　映像出力1W　音声出力0.25W
- 土佐佐賀　5ch　映像出力1W　音声出力0.25W
- 宿毛（すくも）4ch（垂直偏波）映像出力10W　音声出力2.5W
- 宿毛平田　55ch　映像出力10W　音声出力2.5W
- 宿毛小筑紫（すくもこづくし）　52ch　映像出力10W　音声出力2.5W
- 宿毛城山　36ch　映像出力0.1W　音声出力0.025W
- 宿毛桜町　58ch　映像出力0.1W　音声出力0.025W
- 宿毛志沢尾　58ch　映像出力0.1W　音声出力0.025W
- 宿毛沖の島母島（すくもおきのしまもしま）　43ch（垂直偏波）映像出力0.1W　音声出力0.025W
- 宿毛沖の島弘瀬　58ch　映像出力0.1W　音声出力0.025W
- 大月　57ch　映像出力10W　音声出力2.5W
- 大月弘見　60ch　映像出力10W　音声出力2.5W
- 土佐清水　18ch　映像出力30W　音声出力7.5W
- 土佐清水竜串　43ch　映像出力30W　音声出力7.5W
- 土佐清水足摺岬　51ch　映像出力3W　音声出力0.75W
- 土佐清水下川口　51ch　映像出力1W　音声出力0.25W
- 土佐清水中浜　56ch　映像出力1W　音声出力0.25W
- 土佐清水窪津　48ch　映像出力0.1W　音声出力0.025W

### 教育アナログテレビジョン
（2011年7月24日運用終了）
基幹局
- 高知　五台山送信所　6ch　JORB-TV　映像出力1kW　音声出力0.25kW

中継局
- 高知神田（こうちこうだ）　54ch　映像出力30W　音声出力7.5W
- 高知一宮（こうちいっく）　43ch　映像出力0.1W　音声出力0.025W
- 高知御畳瀬（こうちみませ）　56ch　映像出力0.1W　音声出力0.025W
- 高知横浜　49ch　映像出力0.1W　音声出力0.025W
- 高知十津　55ch　映像出力0.1W　音声出力0.025W
- 高知西山　47ch　映像出力0.1W　音声出力0.025W
- 高知仁井田　44ch　映像出力0.1W　音声出力0.025W
- 高知河ノ瀬（こうちごうのせ）　50ch（垂直偏波）0.1W
- 土佐市　50ch　映像出力10W　音声出力2.5W
- 土佐市戸波（とさしへわ）　29ch　映像出力3W　音声出力0.75W
- 南国亀岩　54ch　映像出力0.1W　音声出力0.025W
- 南国白木谷　46ch　映像出力0.1W　音声出力0.025W
- 南国八京　62ch　映像出力0.1W　音声出力0.025W
- 伊野　53ch　映像出力3W　音声出力0.75W
- 伊野是友　43ch　映像出力0.1W　音声出力0.025W
- 伊野鹿敷　43ch　映像出力0.1W　音声出力0.025W
- 吾北思地　11ch　映像出力3W　音声出力0.75W
- 吾北高岩　12ch（垂直偏波）　映像出力3W　音声出力0.75W
- 物部　56ch　映像出力10W　音声出力2.5W
- 山田神母ノ木（やまだいげのき）　60ch　映像出力0.1W　音声出力0.025W
- 山田杉田（やまだすいた）　47ch　映像出力0.1W　音声出力0.025W
- 土佐町　12ch　映像出力10W　音声出力2.5W
- 土佐町田井　50ch　映像出力1W　音声出力0.25W
- 本山　6ch（垂直偏波）映像出力1W　音声出力0.25W
- 大豊　43ch　映像出力10W　音声出力2.5W
- 大豊豊永　6ch　映像出力3W　音声出力0.75W
- 大豊西峰　53ch　映像出力3W　音声出力0.75W
- 大豊大田口　38ch　映像出力3W　音声出力0.75W
- 大豊岩原　51ch　映像出力3W　音声出力0.75W
- 安芸　11ch（垂直偏波）　映像出力10W　音声出力2.5W
- 馬路　12ch　映像出力1W　音声出力0.25W
- 北川　12ch　映像出力1W　音声出力0.25W
- 安田　55ch　映像出力0.1W　音声出力0.025W
- 安田井の岡　46ch　映像出力0.1W　音声出力0.025W
- 田野　46ch（垂直偏波）映像出力0.1W　音声出力0.025W
- 芸西瓜生谷（げいせいうりうだに）　54ch　映像出力0.1W　音声出力0.025W
- 室戸　12ch（垂直偏波）　映像出力30W　音声出力7.5W
- 室戸岬　45ch　映像出力30W　音声出力7.5W
- 室戸佐喜浜　40ch　映像出力10W　音声出力2.5W
- 室戸領家　 54ch　映像出力3W　音声出力0.75W
- 東洋野根　51ch　映像出力10W　音声出力2.5W
- 東洋甲浦　58ch　映像出力10W　音声出力2.5W
- 東洋名留川　34ch　映像出力0.1W　音声出力0.025W
- 須崎　12ch　映像出力20W　音声出力5W
- 須崎久通（すさきくつう）　61ch　映像出力0.1W　音声出力0.025W
- 須崎小浜　53ch　映像出力0.1W　音声出力0.025W
- 須崎岡場　54ch　映像出力0.1W　音声出力0.025W
- 須崎西糺（すさきにしただす）　41ch　映像出力0.1W　音声出力0.025W
- 梼原　12ch　映像出力3W　音声出力0.75W
- 東津野　12ch　映像出力3W　音声出力0.75W
- 葉山　45ch　映像出力3W　音声出力0.75W
- 葉山杉ノ川　55ch　映像出力0.1W　音声出力0.025W
- 中土佐　11ch（垂直偏波）　映像出力3W　音声出力0.75W
- 中土佐大野見　12ch　映像出力1W　音声出力0.25W
- 中土佐矢井賀　53ch　映像出力1W　音声出力0.25W
- 中土佐上ノ加江　11ch　映像出力0.1W　音声出力0.025W
- 佐川　11ch　映像出力10W　音声出力2.5W
- 佐川松崎　54ch　映像出力0.1W　音声出力0.025W
- 吾川　12ch　映像出力3W　音声出力0.75W
- 仁淀　11ch　映像出力1W　音声出力0.25W
- 池川　43ch　映像出力3W　音声出力0.75W
- 越知野老山（おちところやま）　53ch　映像出力3W　音声出力0.75W
- 窪川　12ch　映像出力3W　音声出力0.75W
- 窪川琴平　52ch　映像出力1W　音声出力0.25W
- 窪川興津　54ch　映像出力1W　音声出力0.25W
- 窪川志和　52ch（垂直偏波）　映像出力0.1W　音声出力0.025W
- 大正　12ch　映像出力10W　音声出力2.5W
- 大正大奈路　49ch　映像出力0.1W　音声出力0.025W
- 大正中津川　49ch　映像出力0.1W　音声出力0.025W
- 十和　8ch　映像出力3W　音声出力0.75W
- 中村　11ch　映像出力250W　音声出力62.5W
- 中村佐岡　54ch　映像出力10W　音声出力2.5W
- 中村古津賀　46ch　映像出力0.1W　音声出力0.025W
- 西土佐　12ch　映像出力1W　音声出力0.25W
- 土佐佐賀　12ch　映像出力1W　音声出力0.25W
- 宿毛（すくも）　2ch（垂直偏波）　映像出力10W　音声出力2.5W
- 宿毛平田　53ch　映像出力10W　音声出力2.5W
- 宿毛小筑紫（すくもこづくし）　50ch　映像出力10W　音声出力2.5W
- 宿毛城山　34ch　映像出力0.1W　音声出力0.025W
- 宿毛桜町　56ch　映像出力0.1W　音声出力0.025W
- 宿毛志沢尾　56ch　映像出力0.1W　音声出力0.025W
- 宿毛沖の島母島（すくもおきのしまもしま）　41ch（垂直偏波）映像出力0.1W　音声出力0.025W
- 宿毛沖の島弘瀬　56ch　映像出力0.1W　音声出力0.025W
- 大月　54ch　映像出力10W　音声出力2.5W
- 大月弘見　62ch　映像出力10W　音声出力2.5W
- 土佐清水　16ch　映像出力30W　音声出力7.5W
- 土佐清水竜串　45ch　映像出力30W　音声出力7.5W
- 土佐清水足摺岬　49ch　映像出力3W　音声出力0.75W
- 土佐清水下川口　49ch　映像出力1W　音声出力0.25W
- 土佐清水中浜　54ch　映像出力1W　音声出力0.25W
- 土佐清水窪津　46ch　映像出力0.1W　音声出力0.025W

### ラジオ第1放送
基幹局
- 高知　990kHz　JORK　出力10kW

中継局
- 中村　999kHz　出力1kW
- 宿毛　1026kHz　出力100W
- 須崎　1323kHz　出力100W
- 土佐清水　1584kHz　出力100W
- 梼原　1161kHz　出力100W
- 窪川　1341kHz　出力100W
- 大正　1368kHz　出力100W
- 大豊　1026kHz　出力100W
- 早明浦　1341kHz　出力100W

FM補完中継局
- 高知　92.8MHz　出力100W
- 宿毛　92.5MHz　出力30W
- 仁淀　78.1MHz　出力1W
- 蟠蛇森　77.4MHz　出力30W
- 東津野　76.5MHz　出力10W

### ラジオ第2放送
基幹局
- 高知　1152kHz　JORB　出力10kW

中継局
- 中村　1521kHz　出力1kW
- 梼原　1467kHz　出力100W
- 大正　1035kHz　出力100W

### FM放送
基幹局
- 高知　五台山送信所　87.5MHz　JORK-FM　出力500W

中継局
- 中村　84.4MHz　出力100W
- 須崎　84.9MHz　出力10W
- 宿毛　82.5MHz（垂直偏波）　出力30W
- 窪川　83.7MHz　出力1W
- 安芸　83.8MHz（垂直偏波）　出力10W
- 佐川　84.0MHz　出力1W
- 土佐町　82.9MHz　出力10W
- 物部　89.9MHz　出力1W
- 中土佐　84.2MHz（垂直偏波）　出力1W
- 大豊　85.6MHz　出力10W
- 大豊豊永　85.0MHz　出力1W
- 大月　85.9MHz　出力10W
- 吾川　84.8MHz　出力10W
- 室戸　89.1MHz（垂直偏波）　出力10W
- 仁淀　85.8MHz　出力1W
- 十和　85.2MHz　出力1W
- 室戸岬　86.8MHz　出力10W
- 土佐佐賀　85.9MHz　出力3W
- 東洋野根　87.8MHz　出力1W

## 主な高知局制作番組

### 総合テレビ
太字はNHKプラスの「ご当地プラス」において見逃し配信を実施している番組。
- ニュース（高知）（平日 12:15 - 12:20）
- こうちいちばん（平日 18:10 - 19:00）
- こうちいちばん845（平日 20:45 - 21:00）
- ひるどき高知（金曜日 11:45 - 11:54）
- とさ金（金曜日〈不定期〉 19:30 - 19:55[注 2]）
- こうちいちばん645（土曜日・日曜日 18:45 - 19:00[注 3]）
- 土佐の夏 よさこい祭り20××（毎年8月10日・11日夜。10日は四国ブロックネット、11日は高知県のみで放送）

### 交通情報（ラジオ第1放送）
月 - 金曜日
- 7:58（祝日を除く）
- 11:58（FMでも放送）
- 17:58（祝日、大相撲期間中を除く）

土曜日
- 7:56（四国ブロック全域で放送。祝日を除く）

### その他
- 土日・祝日・年末年始の県域ニュースなどは2012年4月から2022年4月3日まで全時間帯において松山から四国地方のニュースを放送していた[注 4]。ただ、この期間も不定期ながら土日・祝日に県域ニュースが流れることがあった[注 5]。2022年4月9日より総合テレビでは土日のみ18:45から県内ローカルとして「こうちいちばん645」が放送されている（災害時や選挙関連のニュースがある場合はそれ以外の時間帯にも県内ニュースが放送される場合がある）が、平日および土曜日が祝日と重なる日や春の大型連休・お盆期間の土曜日・日曜日、年末年始は従来通り全時間帯で松山発となっている。
- また、ラジオは従来通り災害時などを除き全時間帯で松山発となる。

## 過去の制作番組

### 総合テレビ
- ニュースワイドこうち→モーニングワイドこうち→おはようこうち
- ホット情報こうち→こちらこうちインフォメーション→くじらんど Now→1140こうち情報プラザ→こうち情報BOX→四国 おひるのクローバー
- てれごじ。→てれごじ。KOCHI→いきいきワイド とさ情報市
- よさこい一番星（1997年4月1日 - 1998年3月31日）
- 640こうち→630こうち→イブニングネットワークこうち→ニュースタイムこうち（1995年4月3日 - 1998年3月31日）→6時ですとさ情報市（1998年4月1日 - ）→高知まるごと情報市→こうち情報いちばん

## アナウンサー・キャスター
- 氏名の後の* は、過去に高知放送局の勤務経験があるアナウンサー。

| 氏名           | 前任地                  | 担当番組                                   | 備考                |
| アナウンサー   | アナウンサー            | アナウンサー                               |                     |
| -------------- | ----------------------- | ------------------------------------------ | ------------------- |
| 永松隆太朗     | 岡山                    | アナウンスグループ統括 高知県のニュース    |                     |
| 田中逸人*      | 東京アナウンス室        | こうちいちばん （月 - 木曜キャスター）     |                     |
| 熊井幹         | 松山                    | こうちいちばん （金曜キャスター）          |                     |
| 和田穂佳       | 初任地                  | こうちいちばん （金曜キャスター）          | 地域職員 高知市出身 |
| 上岡亮*        | 大阪                    | 高知県のニュース                           | 高知市出身          |
| 小倉優太郎     | 青森                    | 高知県のニュース                           |                     |
| 契約キャスター |                         |                                            |                     |
| 佐藤好         | 盛岡 （契約キャスター） | こうちいちばん （キャスター）              |                     |
| 矢島夏         |                         | こうちいちばん （キャスター）              |                     |
| 田中理彩       |                         | こうちいちばん （リポーター）              |                     |
| 蟹江実来       |                         | ひるどき高知 こうちいちばん （リポーター） |                     |
| 気象予報士     |                         |                                            |                     |
| 岡田良昭*      |                         | こうちいちばん とさらじお                  |                     |

## 民間放送との共同キャンペーン
みてみて高知12468
2016年度から高知県の民間放送3社（高知放送・テレビ高知・高知さんさんテレビ）と共同で展開しているキャンペーン。12468は「ワンツーヨーロッパ」と呼び、テレビの視聴を呼びかけるものとなっている。NHKはどーもくんがPRに出演している。
新型コロナウイルスに関する啓発
前述の「みてみて高知12468」に関連して、新型コロナウイルスへの啓発を目的としたキャンペーンを2020年に実施。このキャンペーンでは、テレビだけでなくラジオ各局とも実施している。テレビでは夕方のニュース番組のキャスターが出演している。
- テレビ：高知局（こうちいちばん、高橋篤史・中道洋司）、高知放送（eye+スーパー、雫石将克・高橋生）、テレビ高知（情報パレット からふる、中川美咲・藤﨑美希）、高知さんさんテレビ（プライムこうちF、玉井新平・石井愛子）
- ラジオ：高知局（吉岡真央、瀬戸光）・高知放送（井上琢己、石田佳世）・エフエム高知（大西由梨、加藤結）